# Абазги
Абазги (др.-греч. Αβασγοί; лат. Abasci, Abasgi; груз. აბაზგები) — древнее племя, населявшие западный район Абхазии, изначально проживали севернее Апсилии (сег. Очамчырский район). О них упоминают Плиний Старший, Страбон и Арриан; византийский историк VI века Прокопий писал, что они были воинственными, поклонялись древесным божествам и предоставили двору Юстиниана евнухов. В 550 году во время Лазской войны абасги восстали против Византийской империи и призвали на помощь сасанидов. Однако генерал Бессас подавил восстание. К VI веку абасги переместились на север и заняли территорию между реками Гумиста и Бзыбь, а к северу от них проживало другое племя — саниги. Во времена Арриана они жили на берегах реки Абасгус, нынче неизвестной реки, впадающей в Эвксин.
Абазги считаются предками современных абхазов и абазин. Наименование «абхазы» (груз. აფხაზი apxazi), получившее через грузинский язык общее употребление, восходит к местному этническому названию «абасг».
Этническая принадлежность абазгов является спорным вопросом в современной исторической науке. Одни источники считают их абхазскими, а другие[какие?] грузинскими племенами.